# ГЕС Tianshengqiao I
ГЕС Tianshengqiao I (天生桥一级水电站) — гідроелектростанція на півдні Китаю у провінції Ґуйчжоу. Знаходячись між ГЕС Финхуангу (вище по течії) та ГЕС Tianshengqiao II, входить до складу каскаду на річці Наньпан, правому витоку Hongshui (разом з Qian, Xun та Сі відноситься до основної течії річкової системи Сіцзян, котра завершується в затоці Південно-Китайського моря між Гуанчжоу та Гонконгом).
В межах проекту річку перекрили кам'яно-накидною греблею із бетонним облицюванням висотою 178 метрів,  довжиною 1104 метра та шириною по гребеню 12 метрів. Вона утримує велике водосховище з об'ємом 10257 млн м3 (корисний об'єм 5796 млн м3) та припустимим коливанням рівня поверхні в операційному режимі між позначками 731 та 780 метрів НРМ (під час повені до 789,9 метра НРМ).
Через чотири тунелі довжиною від 0,38 км до 0,5 км з діаметрами по 9,6 метра та відповідну кількість напірних водоводів довжиною від 0,16 км до 0,17 км зі спадаючим діаметром від 8,2 до 7 метрів ресурс надходить до наземного машинного залу. Тут встановили чотири турбіни типу Френсіс потужністю по 300 МВт, які використовують напір від 83 до 143 метрів (номінальний напір 111 метрів) та забезпечують виробництво  5226 млн кВт-год електроенергії на рік.
Видача продукції відбувається по ЛЕП, розрахованій на роботу під напругою 220 кВ.